# Hillmersdorf
Hillmersdorf ist ein Ortsteil der Gemeinde Fichtwald im südbrandenburgischen Landkreis Elbe-Elster. Er befindet sich etwa 10 Kilometer südöstlich der Stadt Schlieben an den Landesstraßen 69 und 70.

## Geschichte

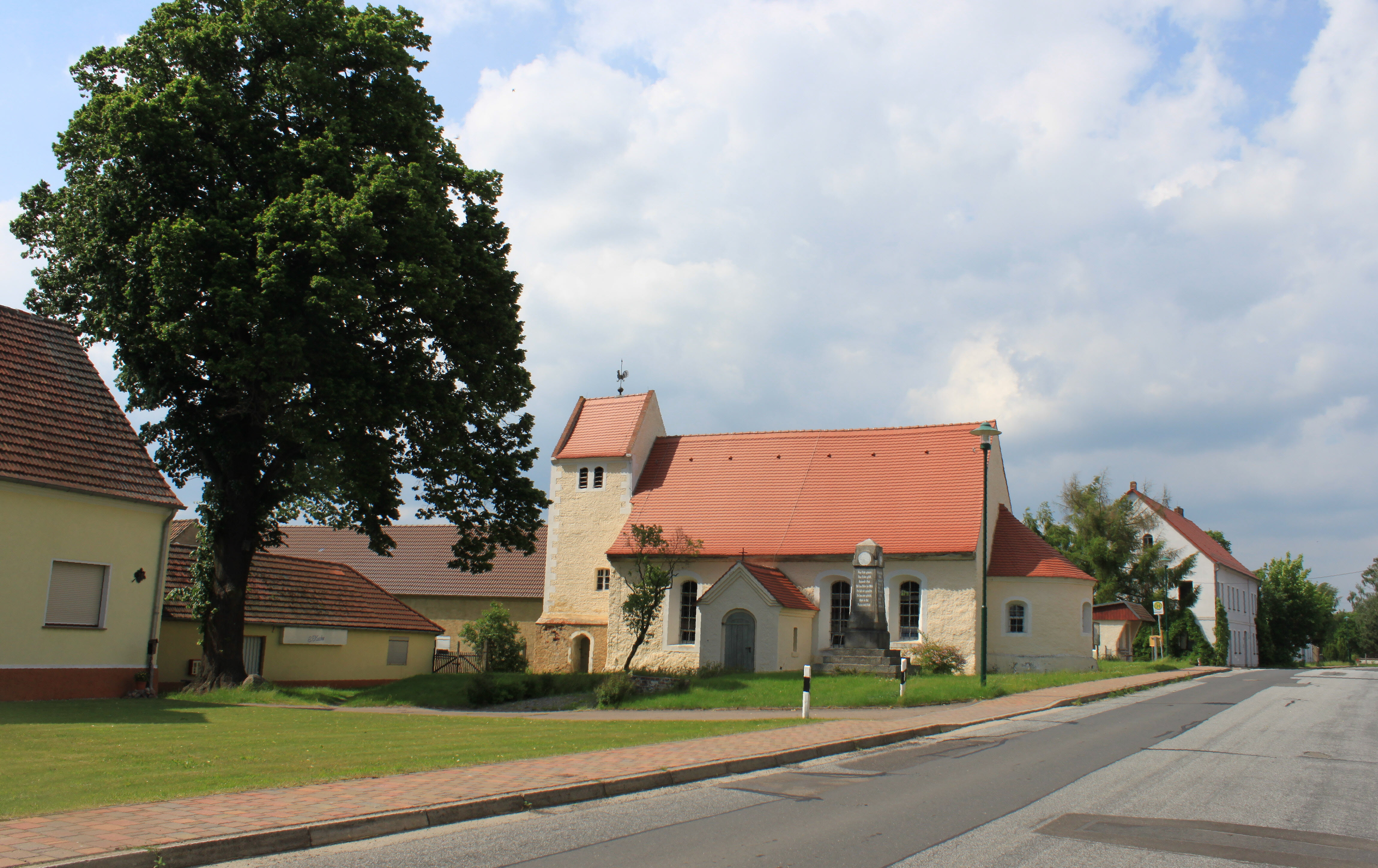
Kirche mit Kriegerdenkmal

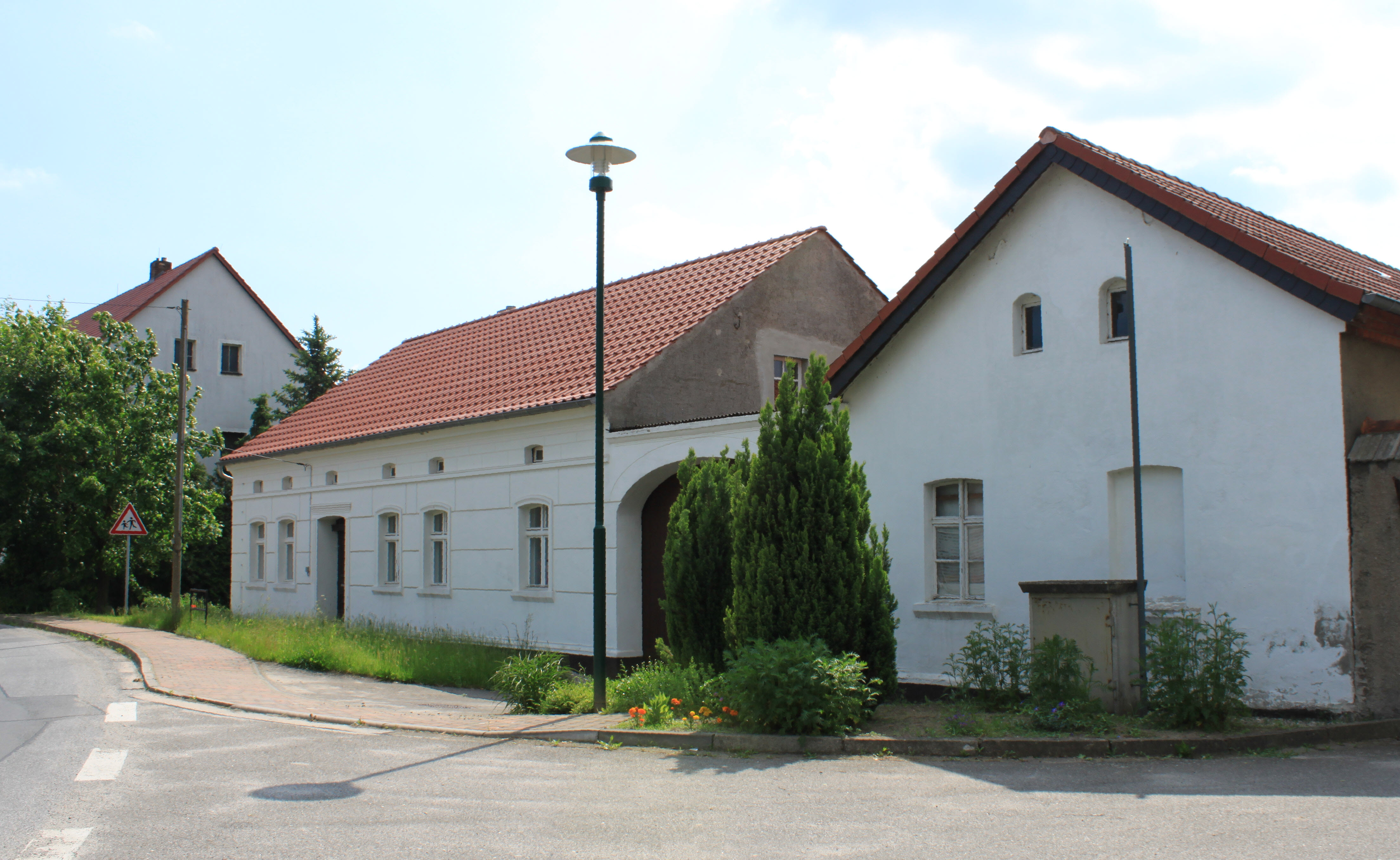
Hufe am Landgut

Hillmersdorf wurde urkundlich erstmals 1360 erwähnt. Der Ortsname, der 1420 als „Hildebrandstorff“ auftaucht, leitet sich vermutlich vom Personennamen Hildebrand ab.
Im Dorf gab es ein Rittergut, welches bereits im 14. Jahrhundert existierte und deren Besitzer die Raschkaus waren. Im Dreißigjährigen Krieg wurde das Dorf völlig zerstört. Mit dem Wiederaufbau begann man 1651. 1672 zählte das Dorf wieder sechs Hufen und sechs Gärtnergrundstücke.
Im Jahre 1814 kam es durch Vererbung an die in Sonnewalde ansässigen Grafen von Solms.
In einem Verzeichnis von J. C. Schurich aus dem Jahr 1791 ist eine Windmühle aufgeführt, welche auch noch in den Jahren 1820, 1902/04, 1906 und 1935 nachgewiesen werden kann.
Am 31. Dezember 2001 erfolgte der freiwillige Zusammenschluss mit den Nachbargemeinden Naundorf und Stechau zur Gemeinde Fichtwald.

### Einwohnerentwicklung
| 1875 | 300 |  | 1946 | 447 |  | 1989 | 225 |  | 1995 | 210 |
| 1890 | 300 |  | 1950 | 445 |  | 1990 | 219 |  | 1996 | 212 |
| 1910 | 310 |  | 1964 | 301 |  | 1991 | 217 |  | 1997 | 202 |
| 1925 | 319 |  | 1971 | 281 |  | 1992 | 220 |  | 1998 | 212 |
| 1933 | 305 |  | 1981 | 242 |  | 1993 | 214 |  | 1999 | 212 |
| 1939 | 293 |  | 1985 | 243 |  | 1994 | 215 |  | 2000 | 206 |

## Kultur und Sehenswürdigkeiten
In der Hillmersdorfer Dorfmitte steht eine aus dem 13. Jahrhundert stammende Feldsteinkirche, in dessen Vorraum sich ein aus dem Jahre 1640 stammender steinerner Ritter befindet. Außerdem steht das Wohnhaus mit Toreinfahrt eines Kleinbauerngehöfts in der Hillmersdorfer Dorfstraße 13 unter Denkmalschutz.